# Johan Nyström (lekkoatleta)
Johan Ferdinand Nyström (ur. 16 kwietnia 1874 w Håtunie, zm. 30 września 1968 w Tierpie) – szwedzki lekkoatleta, długodystansowiec. Uczestnik z Letnich Igrzysk Olimpijskich 1900, gdzie wystąpił w konkurencji maratonu mężczyzn. Był jednym z sześciu zawodników, którzy nie ukończyli biegu.